# Uentrop (Hamm)
Uentrop ist ein Ortsteil der westfälischen Stadt Hamm. Er liegt im gleichnamigen Stadtbezirk.

## Geographie

### Lage
Uentrop liegt östlich des Zentrums der Stadt Hamm. Im Norden bildet die Lippe die Grenze. Der Datteln-Hamm-Kanal liegt im Ortsgebiet und endet im Osten in Schmehausen.
Nördlich der Lippe liegt die ehemals eigenständige Gemeinde Lütke Uentrup.

### Gliederung
Zu Uentrop gehört die Siedlung Geithe im Südwesten.

### Nachbargemeinden
Die ehemalige Gemeinde Uentrop im damaligen Kreis Unna grenzte im Jahr 1967 im Uhrzeigersinn im Norden beginnend an die Gemeinden Dolberg (heute zu Ahlen) und Lippborg (heute zu Lippetal, damals beide im Kreis Beckum) sowie Schmehausen, Frielinghausen, Norddinker, Braam-Ostwennemar und Haaren (alle ebenfalls damals im Kreis Unna und heute zu Hamm).
Die vergrößerte Gemeinde Uentrop grenzte im Jahr 1974 im Uhrzeigersinn im Nordosten beginnend an die Gemeinden Ahlen (heute im Kreis Warendorf), Lippetal und Welver (beide im Kreis Soest) sowie Rhynern (damals im Kreis Unna) und an die Stadt Hamm.

## Geschichte
Uentrop wurde erstmals 1030 als Pfarrgründung Vnkingthorp der Bischöfe von Münster erwähnt. 1202 ging der Ort als Schenkung vom Kloster Marienfeld an den Grafen Friedrich von Altena. 1257 wurde der Ort urkundlich Unckencdorp, 1269 Unkintorp und 1392 Unthorpe genannt. 
Uentrop gehörte im Spätmittelalter und der Frühen Neuzeit in eigener Bauerschaft (Buyrschap van Untorp) im Amt Hamm zur Grafschaft Mark. Laut dem Schatzbuch der Grafschaft Mark von 1486 hatten die 11 Steuerpflichtigen in der Bauerschaft zwischen 1 oirt und 6 Goldgulden an Abgabe zu leisten. Größter Steuerzahler war Hulsman mit 6 Goldgulden. Im Jahr 1705 waren in der vergrößerten Bauerschaft Uentrop 28 Steuerpflichtige mit Abgaben an die Rentei Hamm im Kataster verzeichnet.
Im 19. Jahrhundert gehörte Uentrop bei der Errichtung der Ämter in der preußischen Provinz Westfalen zum Amt Rhynern im Kreis Hamm. Im Jahr 1885 gab es in der Landgemeinde Uentrop auf 755 ha Fläche, davon 332 ha Ackerland, 20 ha Wiesen, 221 ha Holzungen, 2 Wohnplätze, 89 Wohnhäuser mit 103 Haushaltungen und 524 Einwohner.
Anlässlich der Auskreisung der Stadt Hamm am 1. April 1901 wurde aus dem Kreis der Landkreis Hamm. Nach einer Gebietserweiterung im Jahr 1929 wurde dieser im Oktober 1930 in Kreis Unna umbenannt.
Am 1. Januar 1968 wurden die ehemals selbständigen Gemeinden Braam-Ostwennemar (großenteils), Frielinghausen, Haaren, Norddinker, Schmehausen, Vöckinghausen und Werries in die Gemeinde Uentrop eingegliedert. Diese wurde Rechtsnachfolger des aufgelösten Amtes Rhynern. Mit der Gemeindegebietsreform (§ 44 Münster/Hamm-Gesetz), die am 1. Januar 1975 in Kraft trat, wurde die Gemeinde Uentrop mit 12.238 Einwohnern auf 39,46 km² in die kreisfreie Stadt Hamm eingegliedert.

## Einwohnerzahlen
| Jahr | Einwohner |
| ---- | --------- |
| 1849 | 550       |
| 1910 | 477       |
| 1931 | 512       |
| 1956 | 896       |
| 1961 | 864       |

Gemeinde von 1968 bis 1974
Die folgenden Zahlen beziehen sich auf die Gemeinde, die von 1968 bis 1974 existierte, also einschließlich aller eingegliederten früher selbständigen Gemeinden. Die Zahl von 1961 ist die Summe aller Einwohnerzahlen der ehemaligen Gemeinden.
Die Zahlen von 1961 und 1970 beziehen sich auf die jeweiligen Volkszählungsergebnisse am 6. Juni 1961 und am 27. Mai 1970. Die Zahl von 1974 wurde mit dem Stichtag 30. Juni vom Landesamt für Datenverarbeitung und Statistik Nordrhein-Westfalen, heute Landesbetrieb Information und Technik Nordrhein-Westfalen, im Hinblick auf die bevorstehende kommunale Neuregelung, die am 1. Januar 1975 in Kraft trat, ermittelt.
| Jahr | Einwohner |
| ---- | --------- |
| 1961 | 10.570    |
| 1970 | 11.497    |
| 1974 | 12.238    |

## Verkehr

### Straßen
Die Landesstraße L 667 führt von Uentrop aus in südlicher Richtung über Süddinker nach Rhynern. Die Landesstraße L 736 verbindet den Ort in westlicher Richtung mit Werries, Hamm, Herringen, Rünthe und Lünen und in östlicher Richtung mit Vellinghausen und Heintrop-Büninghausen.
Auf der Kreisstraße K 2 kommt man über Werries zum Hammer Zentrum.

### Öffentlicher Personennahverkehr
Uentrop wird hauptsächlich von der Linie 33 der Stadtwerke Hamm bedient. Diese verbindet den Ort mit Haaren, Werries und dem Hammer Zentrum.